# Saint-Blimont
Saint-Blimont est une commune française située dans le département de la Somme, en région Hauts-de-France.
Depuis juillet 2020, la commune fait partie du parc naturel régional Baie de Somme - Picardie maritime.
La commune fait aussi partie des villages labellisés Pays d'art et d'histoire qui œuvrent à mettre en avant leur patrimoine,.

## Géographie

### Localisation
Saint-Blimont est un village picard du Vimeu. 
Limitrophe de Friville-Escarbotin, la localité est située à 9 km au sud-ouest de Saint-Valery-sur-Somme, 13 km au nord-est d'Eu-Le Tréport, 19 km à l'ouest d'Abbeville et à 58 km au nord-ouest d'Amiens à vol d'oiseau.
Le territoire de la commune est limitrophe de ceux de six communes.
Les communes limitrophes sont  Brutelles, Friville-Escarbotin, Lanchères, Nibas, Pendé et Vaudricourt.

### Hydrographie
La commune est située dans le bassin Artois-Picardie. Elle n'est drainée par aucun cours d'eau.

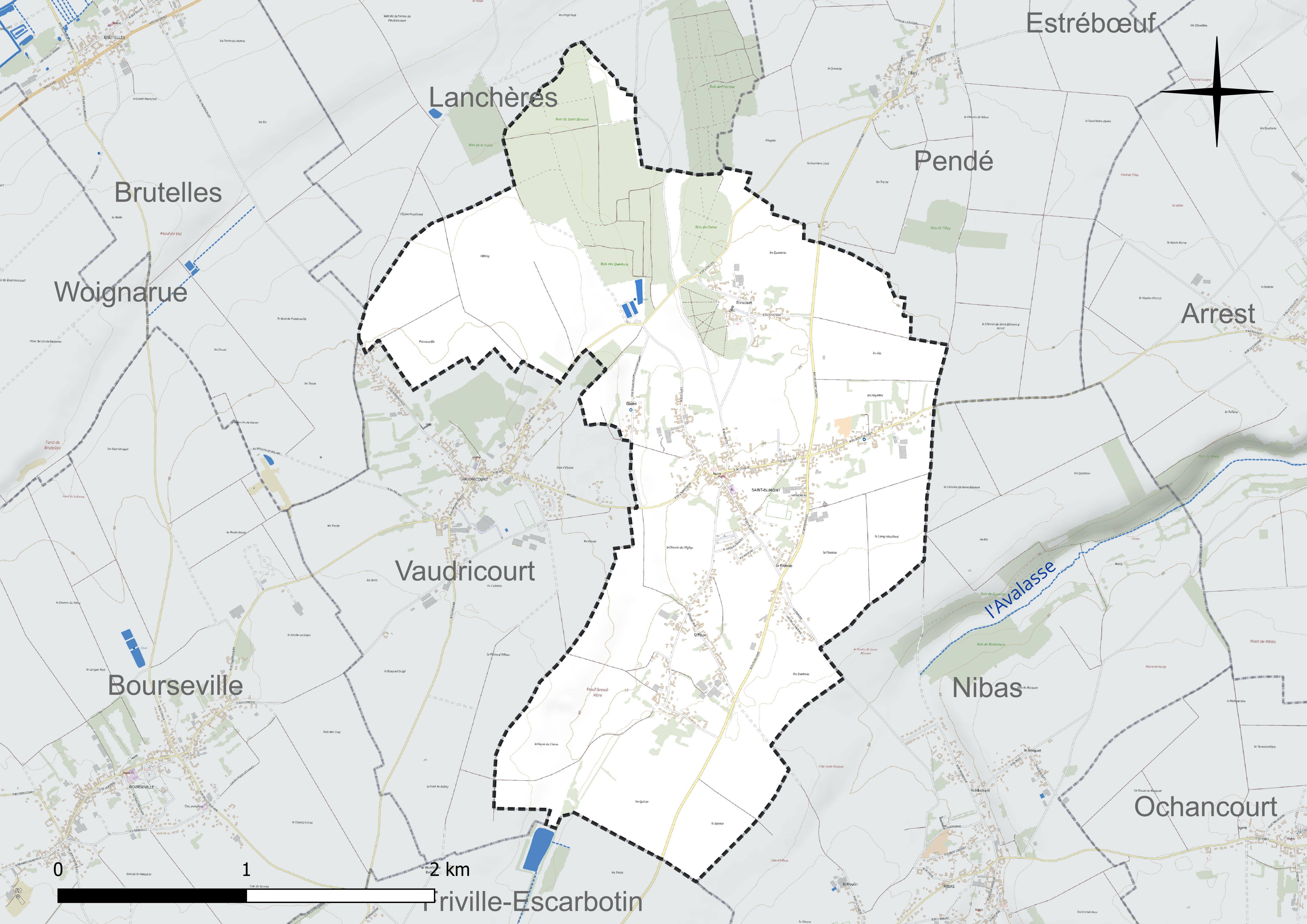
Réseau hydrographique de Saint-Blimont.

### Climat
Pour des articles plus généraux, voir Climat des Hauts-de-France et Climat de la Somme.
En 2010, le climat de la commune est de type climat océanique franc, selon une étude du CNRS s'appuyant sur une série de données couvrant la période 1971-2000. En 2020, Météo-France publie une typologie des climats de la France métropolitaine dans laquelle la commune est exposée à un climat océanique et est dans la région climatique Côtes de la Manche orientale, caractérisée par un faible ensoleillement (1 550 h/an) ; forte humidité de l'air (plus de 20 h/jour avec humidité relative > 80 % en hiver), vents forts fréquents.
Pour la période 1971-2000, la température annuelle moyenne est de 10,7 °C, avec une amplitude thermique annuelle de 13 °C. Le cumul annuel moyen de précipitations est de 848 mm, avec 13 jours de précipitations en janvier et 8,6 jours en juillet. Pour la période 1991-2020, la température moyenne annuelle observée sur la station météorologique la plus proche, située sur la commune de Cayeux-sur-Mer à 9 km à vol d'oiseau, est de 11,4 °C et le cumul annuel moyen de précipitations est de 761,1 mm,. Pour l'avenir, les paramètres climatiques de la commune estimés pour 2050 selon différents scénarios d'émission de gaz à effet de serre sont consultables sur un site dédié publié par Météo-France en novembre 2022.

## Urbanisme

### Typologie
Au 1er janvier 2024, Saint-Blimont est catégorisée commune rurale à habitat dispersé, selon la nouvelle grille communale de densité à sept niveaux définie par l'Insee en 2022.
Elle est située hors unité urbaine. Par ailleurs la commune fait partie de l'aire d'attraction de Friville-Escarbotin, dont elle est une commune de la couronne,. Cette aire, qui regroupe 33 communes, est catégorisée dans les aires de moins de 50 000 habitants,.

### Occupation des sols
L'occupation des sols de la commune, telle qu'elle ressort de la base de données européenne d'occupation biophysique des sols Corine Land Cover (CLC), est marquée par l'importance des territoires agricoles (75,3 % en 2018), en diminution par rapport à 1990 (77,7 %). La répartition détaillée en 2018 est la suivante :
terres arables (54,2 %), prairies (20,4 %), zones urbanisées (13,6 %), forêts (11,1 %), zones agricoles hétérogènes (0,6 %). L'évolution de l'occupation des sols de la commune et de ses infrastructures peut être observée sur les différentes représentations cartographiques du territoire : la carte de Cassini (XVIIIe siècle), la carte d'état-major (1820-1866) et les cartes ou photos aériennes de l'IGN pour la période actuelle (1950 à aujourd'hui).

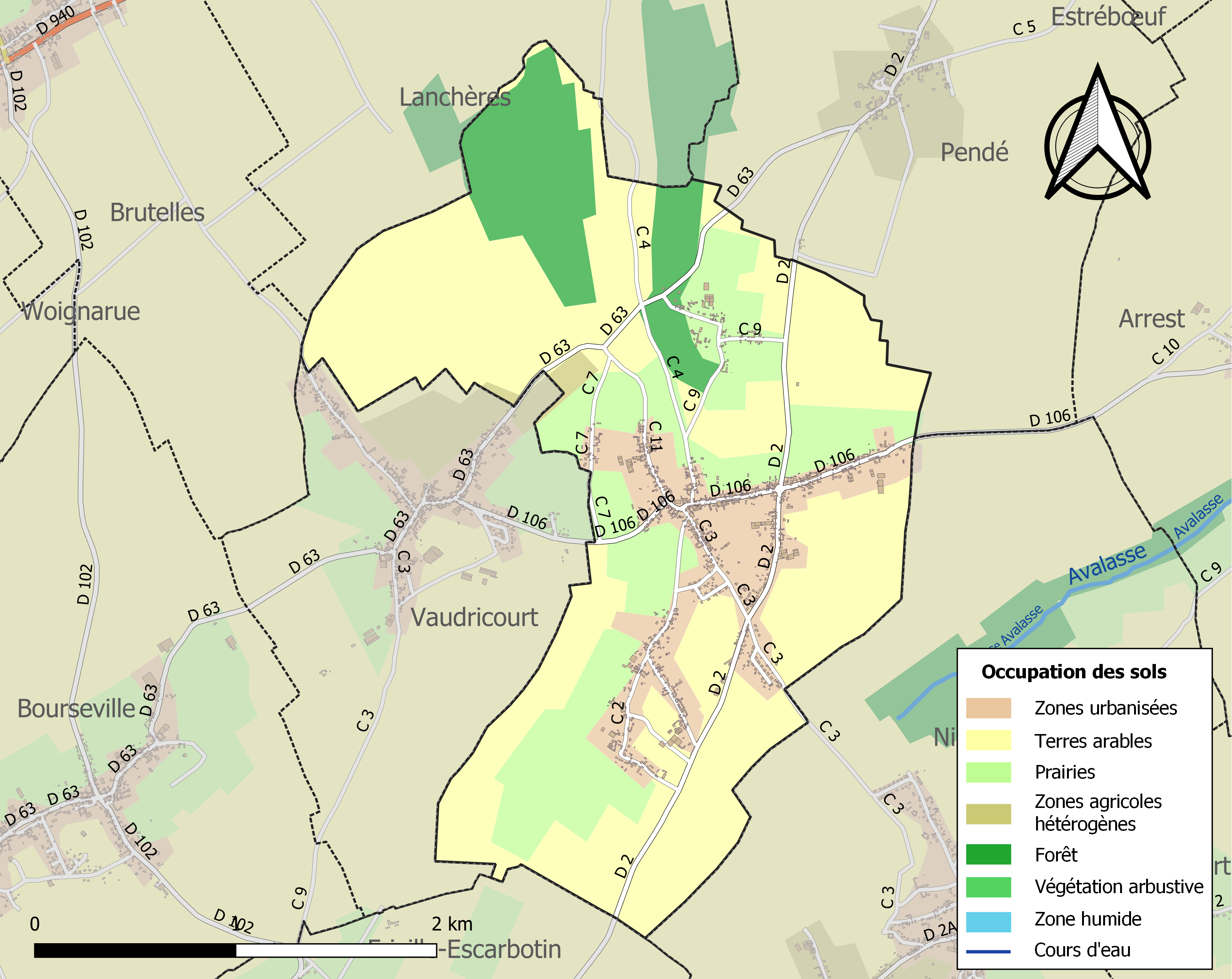
Carte des infrastructures et de l'occupation des sols de la commune en 2018 (CLC).

### Lieux-dits, hameaux et écarts
Saint-Blimont comprend trois hameaux.
- Tout d'abord Offeu, qui est le plus grand, où vécurent beaucoup de maires de la commune et où se situe le château des Lumières.
- Élincourt, où se trouve un château ayant appartenu aux familles des Fontaines puis d'Anchald.
- Puis Ébalet, constitué d'une rue unique, très marqué par sa verdure et sa tranquillité.

### Voies de communication et transports
Le village est accessible par les anciennes routes nationales RN 25 (actuelle RD 925/229) et RN 40 (actuelle RD 940).
En 2019, la localité est desservie par la ligne d'autocars no 5 (Cayeux - Friville-Escarbotin - Abbeville) du réseau Trans'80, Hauts-de-France, chaque jour de la semaine sauf le dimanche et les jours fériés.

## Toponymie
Le nom de la localité est attesté sous les formes Sanctus Blimundus (1121) ; Casa de S. Blimondo (1140) ; S. Blismondus (1140-1210) ; S. Blithmundus (1284) ; S. Blimont (1301) ; S. Blimond (1337) ; S. Blumont (1648) ; Simblimont (1696) ; S. Blitmond (1841).
Saint-Blimont est un hagiotoponyme qui fait référence à Blimond (Blimundus), abbé de Leuconay, mort à Leuconay (ancien nom de Saint-Valery-sur-Somme), un religieux franc, restaurateur de l'abbaye de Saint-Valery-sur-Somme. L'église du village est placée sous le vocable de Saint-Blimont, elle conserve une statue du saint, en bois polychrome du XVe siècle.

## Histoire

### Origine
L'histoire de Saint-Blimont est liée à celle de Saint-Valery-sur-Somme.
En 615 Saint Valery, alors moine évangélisateur de la région du rocher de Leuconaus (actuellement Saint-Valery-sur-Somme), guérit Blimond. Ce dernier désira rester auprès de son bienfaiteur et lui succéda ensuite à la tête de l'abbaye de Saint-Valery.

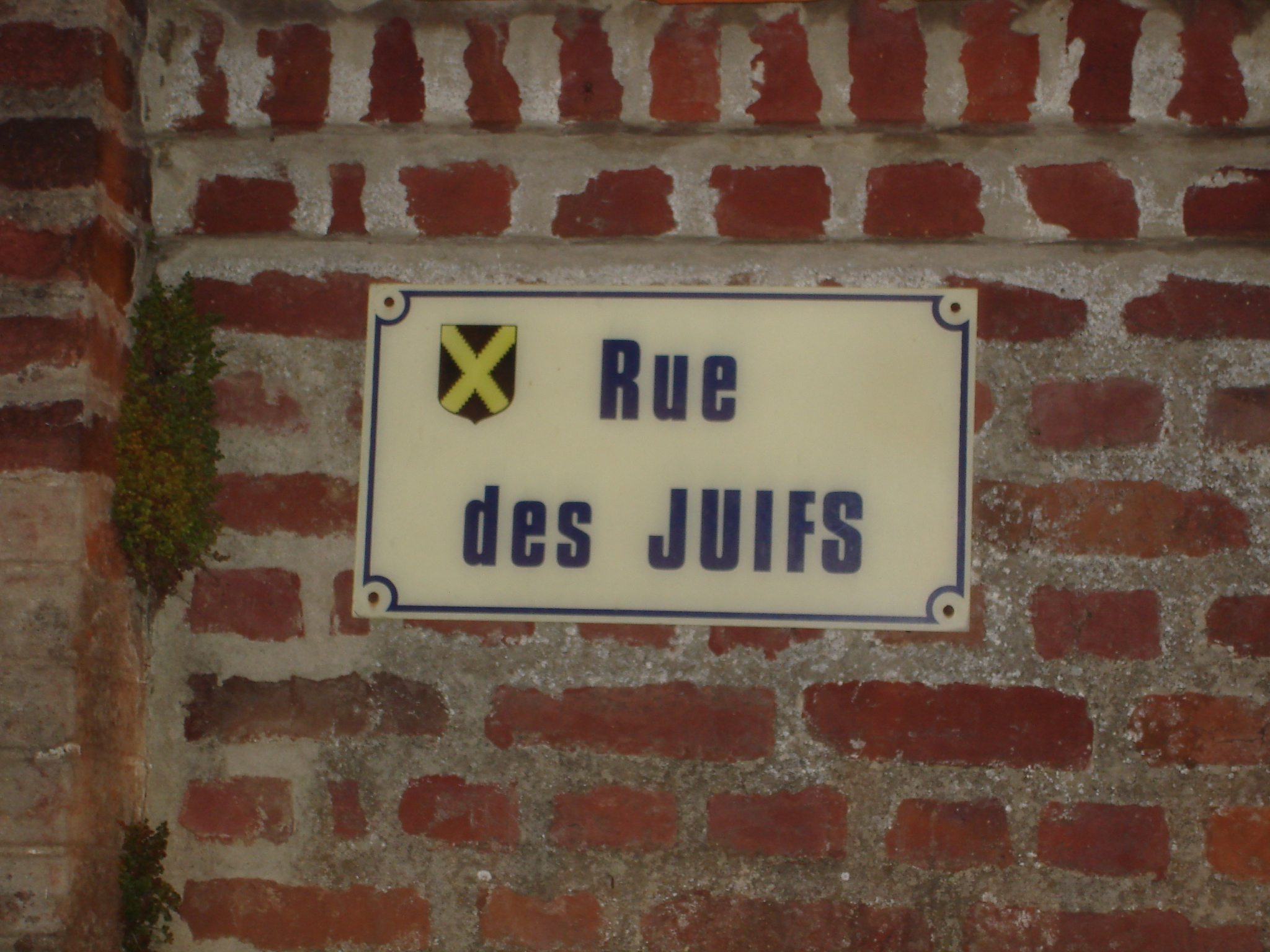

Le toponyme rue des Juifs semble indiquer la présence d'une communauté juive à Saint-Blimont au Moyen Âge.
En 1830, deux frères construisirent deux bâtisses (presque) jumelles de part et d'autre de la rue du moulin à Offeu. Ces manoirs sont emblématiques dans le village. La première fut d'abord une maison de maître habitée par différents notables de la ville et de la région. Pendant la Première Guerre mondiale, la maison éclairée servait de repère pour s'orienter et comme elle fut la première maison de la région à avoir de l'électricité, on la nomma la Lumière. Elle fut ensuite acquise en 1939 comme maison de campagne par une famille du Nord de la France, les Vandenberghe. C'est bien après que la Lumière se transforma en château des Lumières. La seconde bâtisse fut habitée par Antoine de Roucy, puis par son gendre Bernard Fleury qui fut maire du village de 1989 à 1995.

## Politique et administration

### Administration municipale
Avant 1789, l'administration locale était confiée à un intendant général.
À la Révolution française, la notion de maire n'existe toujours pas. Mais c'est un agent municipal, élu au suffrage universel direct qui gère la commune et l'état civil. À Saint-Blimont, sont agents municipaux : André Deloison, Antoine Boulanger et Jean-Baptiste Depoilly.
En 1795, la Constitution de l'an III met en place les municipalités cantonales. Chaque commune élit un agent municipal qui participera à la municipalité cantonale. À Saint-Blimont, sont agents municipaux cantonaux : Pierre Depoilly, Nicolas Delignières, Charles Queval et Claude Fournier.
La Constitution de l'an VIII (1799) instaure la fonction de maire, nommé par le préfet. À Saint-Blimont, le premier maire apparaît en l'an VIII, le 4 floréal (avril 1800). Nicolas Delignières, agent municipal devient maire provisoire. C'est en fait le premier maire de Saint-Blimont.

### Liste des maires
| Période                                  | Période                   | Identité                              | Étiquette | Qualité                                                                                                   |
| ---------------------------------------- | ------------------------- | ------------------------------------- | --------- | --- |
| Les données manquantes sont à compléter. |                           |                                       |           | |
| 1800                                     | 1815                      | Louis-François de Juliac De Manelle   |           | Ancien officier des gardes du roi                                                                         |
| 1815                                     | 1817                      | Jean-Baptiste de Boulanche            |           | Intérim, pour campagne de guerre                                                                          |
| 1817                                     | 1821                      | Louis François de Juliac De Manelle   |           | Reprend ses fonctions à son retour                                                                        |
| 1821                                     | 1831                      | Charles-Nicolas Lefevre des Fontaines |           | Châtelain d'Elincourt                                                                                     |
| 1831                                     | 1842                      | Bernard-Albin Gaffé de Saint-Martin   |           | Châtelain d'Offoël                                                                                        |
| 1842                                     | 1850                      | Aimable Fournier                      |           | Agriculteur, négociant en bestiaux                                                                        |
| 1850                                     | 1853                      | Thimoléon de Fautereau                |           | Châtelain d'Offeu                                                                                         |
| 1853                                     | 1861                      | Ferdinand Fournier                    |           | Frère d'Aimable Fournier. Démissionnaire en mai 1861.                                                     |
| 1861                                     | 1868                      | Adolphe Rocque                        |           | Cultivateur. Maire par intérim en mai 1861, nommé officiellement en août 1862. Décédé le 30 janvier 1868. |
| 04/1868                                  | 1879                      | Elphège de Fautereau                  |           | Châtelain d'Offeu. Décédé le 11 février 1879 à Noyon.                                                     |
| 07/1879                                  | 10/1892                   | Camille de Fautereau                  |           | Châtelain d'Offeu                                                                                         |
| 10/1892                                  | 05/1912                   | Ludovic d'Anchald                     |           | Châtelain d'Elincourt                                                                                     |
| 05/1912                                  | 05/1929                   | Jacques d'Anchald                     |           | Châtelain d'Elincourt                                                                                     |
| 05/1929                                  | 11/1934                   | Roger Chapelet                        |           | Industriel. Démissionnaire en novembre 1934.                                                              |
| 12/1934                                  | 1944                      | Blimont Boutté                        | PRRRS     | Instituteur retraité Conseiller d'arrondissement du canton de Saint-Valery-sur-Somme (1933-1940)          |
| 10/1944                                  | 1945                      | Antoine de Roucy                      |           | Représentant de commerce. Président du Comité de Libération                                               |
| 1945                                     | 1969                      | Eugène Delignères                     | SFIO      | Décède à son 5e mandat                                                                                    |
| 1969                                     | mars 1971                 | Eugène Bultel                         | DVD       | 1er adjoint, remplace le maire                                                                            |
| mars 1971                                | octobre 1983              | Maurice Fournier                      | PCF       | Malade au début de son 3e mandat                                                                          |
| octobre 1983                             | mars 1989                 | Achille Forestier                     | PCF       | 1er adjoint, remplace le maire                                                                            |
| mars 1989                                | juin 1995                 | Bernard Fleury                        | DVD       | Décédé le 22 février 2012, à l'âge de 90 ans                                                              |
| juin 1995                                | mars 2001                 | Jean Lejeune                          | DVD       | |
| mars 2001                                | mars 2014                 | Claude Loiselle                       | PCF       | |
| mars 2014                                | En cours (au 30 mai 2020) | José Marque                           | DVG       | Réélu pour le mandat 2020-2026                                                                            |

### Tendances politiques et résultats
| Scrutin              | 1er tour | 1er tour | 1er tour | 1er tour | 1er tour | 1er tour | 1er tour | 1er tour | 1er tour | 1er tour | 1er tour | 1er tour |     | 2e tour | 2e tour | 2e tour | 2e tour | 2e tour | 2e tour | 2e tour | 2e tour | 2e tour |
| Scrutin              | 1er      | 1er      | %        | 2e       | 2e       | %        | 3e       | 3e       | %        | 4e       | 4e       | %        | 1er | 1er     | %       | 2e      | 2e      | %       | 3e      | 3e      | %       |         |
| -------------------- | -------- | -------- | -------- | -------- | -------- | -------- | -------- | -------- | -------- | -------- | -------- | -------- | --- | ------- | ------- | ------- | ------- | ------- | ------- | ------- | ------- | ------- |
| Départementales 2021 |          | UGE      | 48,62    |          | UCD      | 23,10    |          | DVG      | 14,14    |          | RN       | 14,14    |     |         | UGE     | 67,20   |         | UCD     | 32,80   |         |         |         |
| Régionales 2021      |          | UCD      | 42,07    |          | UGE      | 25,52    |          | RN       | 16,21    |          | LO       | 8,62     |     | UCD     | 50,16   |         | UGE     | 32,80   |         | RN      | 17,04   |         |
| Présidentielle 2022  |          | RN       | 33,45    |          | LREM     | 27,12    |          | LFI      | 15,55    |          | PCF      | 6,33     |     | RN      | 50,29   |         | LREM    | 49,71   |         |         |         |         |
| Législatives 2022    |          | PCF      | 27,90    |          | RN       | 27,41    |          | LREM     | 20,49    |          | LR       | 18,02    |     | LR      | 59,13   |         | RN      | 40,87   |         |         |         |         |
| Européennes 2024     |          | RN       | 40,37    |          | PCF      | 10,82    |          | PS       | 9,76     |          | DVD      | 9,76     |     |         |         |         |         |         |         |         |         |         |
| Législatives 2024    |          | RN       | 43,37    |          | PCF      | 25,89    |          | LR       | 23,58    |          | HOR      | 4,63     |     | LR      | 51,48   |         | RN      | 48,52   |         |         |         |         |

### Distinctions et labels
En novembre 2019, le village obtient les félicitations du jury pour sa première participation au concours des villes et villages fleuris.

## Population et société

### Démographie

#### Évolution démographique
L'évolution du nombre d'habitants est connue à travers les recensements de la population effectués dans la commune depuis 1793. Pour les communes de moins de 10 000 habitants, une enquête de recensement portant sur toute la population est réalisée tous les cinq ans, les populations de référence des années intermédiaires étant quant à elles estimées par interpolation ou extrapolation. Pour la commune, le premier recensement exhaustif entrant dans le cadre du nouveau dispositif a été réalisé en 2005.
En 2022, la commune comptait 884 habitants, en évolution de +0,68 % par rapport à 2016 (Somme : −1,26 %, France hors Mayotte : +2,11 %). Le maximum de la population a été atteint en 1866 avec 1 312 habitants.
| 1793  | 1800  | 1806  | 1821  | 1831  | 1836  | 1841  | 1846  | 1851  |
| ----- | ----- | ----- | ----- | ----- | ----- | ----- | ----- | ----- |
| 1 161 | 1 208 | 1 249 | 1 254 | 1 246 | 1 265 | 1 303 | 1 244 | 1 256 |

| 1856  | 1861  | 1866  | 1872  | 1876  | 1881  | 1886  | 1891  | 1896  |
| ----- | ----- | ----- | ----- | ----- | ----- | ----- | ----- | ----- |
| 1 238 | 1 297 | 1 312 | 1 280 | 1 238 | 1 227 | 1 240 | 1 184 | 1 202 |

| 1901  | 1906  | 1911  | 1921 | 1926 | 1931  | 1936 | 1946 | 1954 |
| ----- | ----- | ----- | ---- | ---- | ----- | ---- | ---- | ---- |
| 1 202 | 1 206 | 1 150 | 992  | 996  | 1 014 | 983  | 876  | 931  |

| 1962 | 1968 | 1975 | 1982  | 1990  | 1999 | 2005 | 2006 | 2010 |
| ---- | ---- | ---- | ----- | ----- | ---- | ---- | ---- | ---- |
| 968  | 958  | 989  | 1 056 | 1 046 | 948  | 947  | 940  | 943  |

| 2015 | 2020 | 2022 | - | - | - | - | - | - |
| ---- | ---- | ---- | - | - | - | - | - | - |
| 880  | 878  | 884  | - | - | - | - | - | - |

#### Pyramide des âges
La population de la commune est relativement âgée.
En 2018, le taux de personnes d'un âge inférieur à 30 ans s'élève à 28,9 %, soit en dessous de la moyenne départementale (36,4 %). À l'inverse, le taux de personnes d'âge supérieur à 60 ans est de 36,7 % la même année, alors qu'il est de 26,0 % au niveau départemental.
En 2018, la commune comptait 434 hommes pour 444 femmes, soit un taux de 50,57 % de femmes, légèrement inférieur au taux départemental (51,49 %).
Les pyramides des âges de la commune et du département s'établissent comme suit.
| Hommes | Classe d’âge | Femmes |
| ------ | ------------ | ------ |
| 1,2    | 90 ou +      | 1,8    |
| 9,4    | 75-89 ans    | 10,8   |
| 22,4   | 60-74 ans    | 27,7   |
| 19,8   | 45-59 ans    | 20,0   |
| 14,7   | 30-44 ans    | 14,2   |
| 13,8   | 15-29 ans    | 14,0   |
| 18,7   | 0-14 ans     | 11,5   |

| Hommes | Classe d’âge | Femmes |
| ------ | ------------ | ------ |
| 0,6    | 90 ou +      | 1,8    |
| 6,7    | 75-89 ans    | 9,4    |
| 17,2   | 60-74 ans    | 18,1   |
| 19,8   | 45-59 ans    | 19,1   |
| 18,2   | 30-44 ans    | 17,5   |
| 19,4   | 15-29 ans    | 18     |
| 18,2   | 0-14 ans     | 16,2   |

### Enseignement
La commune dispose[Quand ?] d'une école primaire, l'école Pierre-Dupont, et d'une école maternelle.

### Associations
Pour améliorer la vie locale, plusieurs associations loi de 1901 se sont créées.

#### Associations sportives
- Amicale des Anciens Élèves la Saint-Blimontoise, proposant plusieurs disciplines comme la marche, le tir à l'arc, le step, la gymnastique d'entretien, la gymnastique rythmique, le tennis de table, le cyclotourisme, le cyclosport, le VTT, l'équitation, le char à voile, l'aéroglisseur, la course à pied, la couture, la philatélie et la danse de salon.
- L'Avenir Feuquières Saint-Blimont est un club de handball très réputé dans la région.
- Le Sporting Club Football participe aux championnats locaux.

#### Associations culturelles
- l'Harmonie municipale, créée en 1890 ;
- Association s'occupant du patrimoine historique ;
- Association nationale des anciens combattants de la Résistance (ANACR) ;
- Union nationale des combattants (UNC) ;
- Association Républicaine des Anciens Combattants (ARAC),

#### Associations diverses
- Amicale des Sapeurs Pompiers et leur Centre de Première Intervention composé de onze pompiers.
- Club des Ainés
- Société de Chasse regroupe des propriétaires chasseurs

### Cultes
Pour le culte catholique « Vimeu-Bresle-Côte Picarde », Saint-Blimont fait partie de la paroisse Saint-Éloi-en-Vimeu.

## Économie

### Industries et artisans
Plusieurs entreprises industrielles ou artisanales sont, aujourd'hui, en activité à Saint-Blimont. La spécialité pour certaines, est la serrurerie puisque la commune se situe à la limite du Vimeu industriel.
La plus importante est la société Dény-Security (ex : Dény-Fontaine), entreprise implantée à Saint-Blimont en 1891 par son fondateur, Charles Dény. Cette société fabrique et commercialise des serrures de haute sécurité. Son premier grand succès fut l'équipement des portes des installations électriques de la première ligne du métro parisien. Puis elle équipa de nombreuses administrations (SNCF, EDF, parlement européen, INSEE, prisons...), de nombreux monuments (Tour Eiffel, Sacré-Cœur, arènes de Nîmes, Opéra National, château de Versailles, Centre Georges-Pompidou…). Mais aussi des centrales nucléaires. Elle fait partie du groupe européen DOM Security (ex: Sécuridev) depuis 1994 et emploie aujourd'hui 120 personnes. D'après son site officiel, Dény Security est le leader français de l'organigramme et du contrôle des accès. La société Dény Security est connue internationalement.
La Société Moreau, créée en 1968 par les fils du maréchal-ferrant du village, est une entreprise de décolletage faisant de la sous-traitance pour serrurerie et de la quincaillerie de l'ameublement.
La commune accueille également un atelier de polissage et de traitement des métaux (Ets Blondel), un atelier d'usinage et de découpe industrielle (Ets Bénicourt) fermé depuis 2011, une entreprise de couverture et de zinguerie (Ets René Petit), deux garages Peugeot (Bonhomme et Du Lion), un ferrailleur (Croc'fer), un artisan plombier (Plomberie Carrelage Maçonnerie) et un artisan paysagiste (Horyzon Vert).
La société Somme-Ensemble basée au Château des Lumières (à Offeux) organise des soirées, des séminaires et des réceptions.

### Commerces
Il existe encore quelques commerces sur le territoire de la commune : le café sur la place de la mairie qui fait office de dépôt de pain où l'on trouve tabac et journaux. Des commerces itinérants sont apparus depuis le début de la désertification de la campagne et notamment un boulanger, un poissonnier et un boucher qui viennent régulièrement sur la place du village.
Le château des Lumières offre des chambres d'hôtes et un lieu pour des séminaires et des réceptions. On trouve enfin la société Petit René, une entreprise de couverture.

## Culture locale et patrimoine

### Lieux et monuments
- Tour de guet du XVe siècle qui sert de clocher depuis environ 150 ans. Cette tour est accessible en juillet et août
- Église Saint-Blimont, du XIXe siècle avec des éléments intéressants tels que poutres, ainsi que trois objets classés monuments historiques : fonts baptismaux[44], provenant de la première église, donc antérieurs au XVIe siècle.
  - Reliquaire*[45].
  - Statue de saint Blimond, en bois polychrome du XVe siècle[46]. Cette statue a été transportée de Saint-Valery à Saint-Blimont à la Révolution[a 1].
- Château des Lumières, à Offeu visitable chaque week-end, remis en état par Jérôme Cheval et Dominique Willems en 2010.
- Château d'Élincourt, ancienne résidence de la famille Saulnier d'Anchald.
- Bâtiments industriels anciens de l'usine de serrurerie Deny et cie, du 4e quart du XIXe siècle et du 3e quart du XXe siècle[47].
- Vierge noire en direction de Nibas. Elle remplace une ancienne chapelle à la Vierge datée de 1844[48].
- Chapelle d'Élincourt à campenard. Fondée en 1657 par Jacques des Essarts Lenier, seigneur d'Aubigny, d'Élincourt et en partie d'Ochancourt, cette chapelle castrale a servi de sépulture pour les anciens propriétaires du château[49],[50].

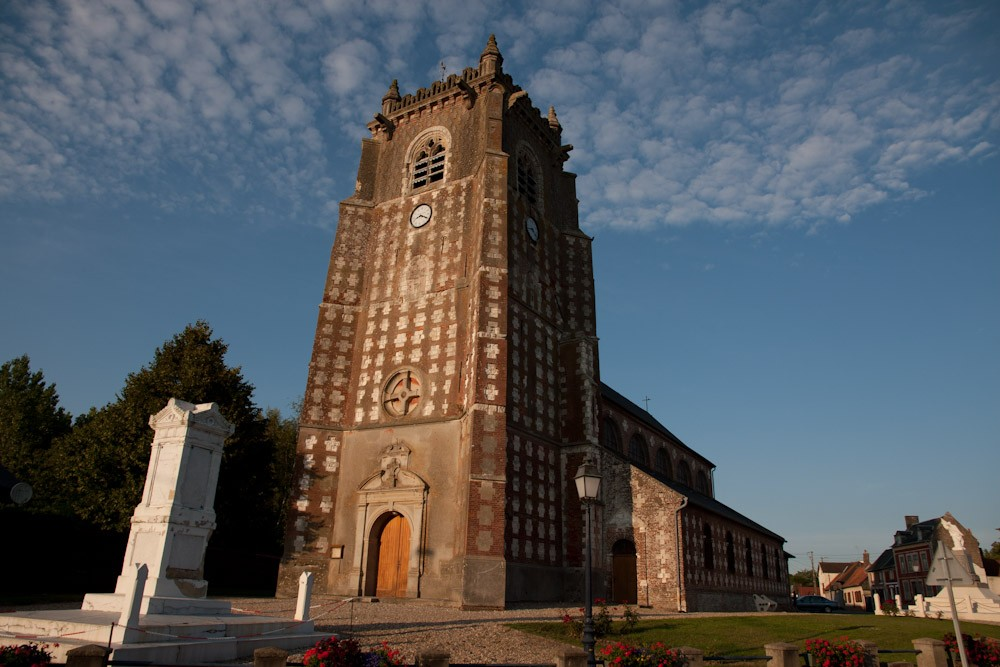
Église.
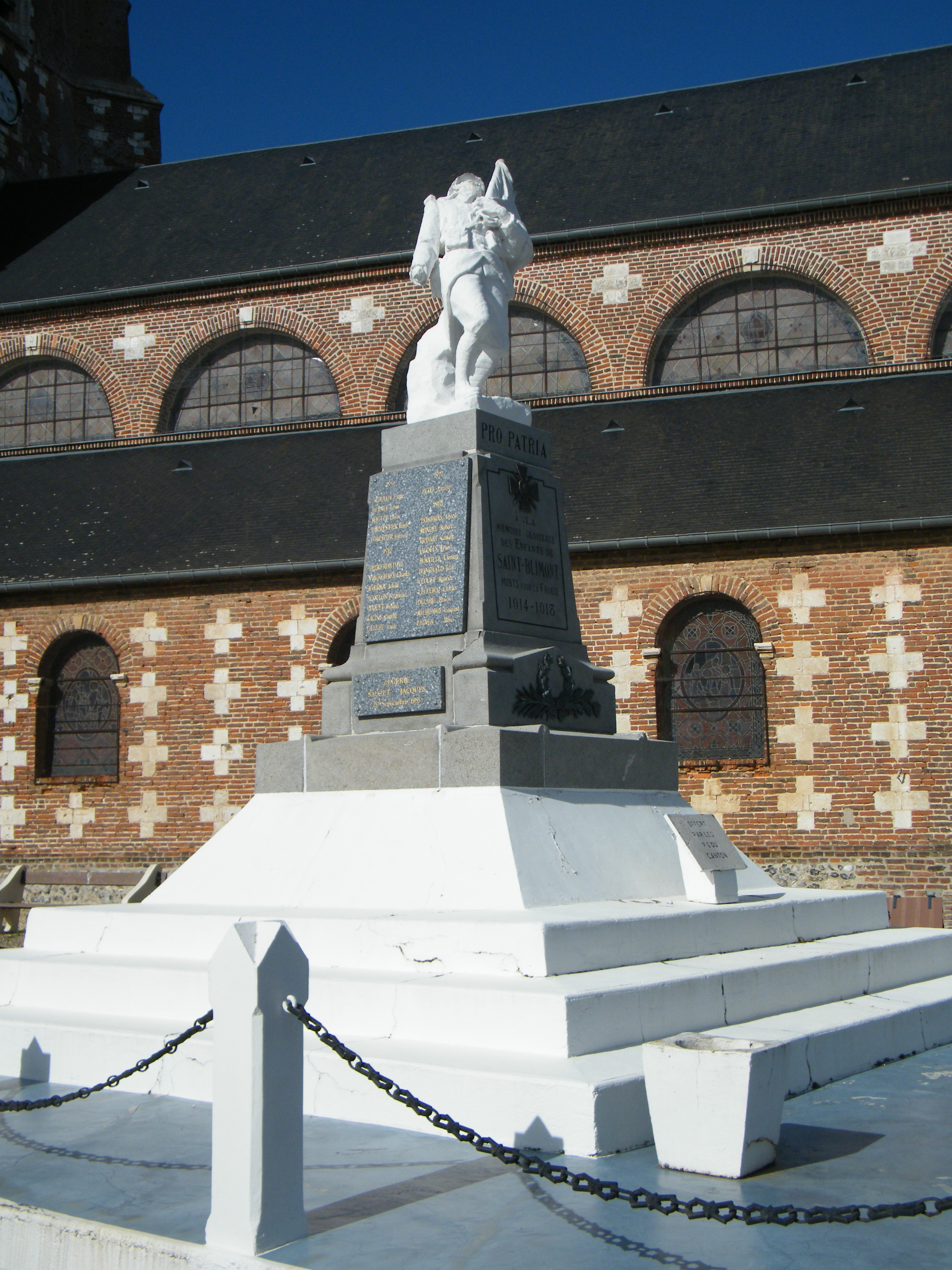
Monument aux morts pour la patrie.
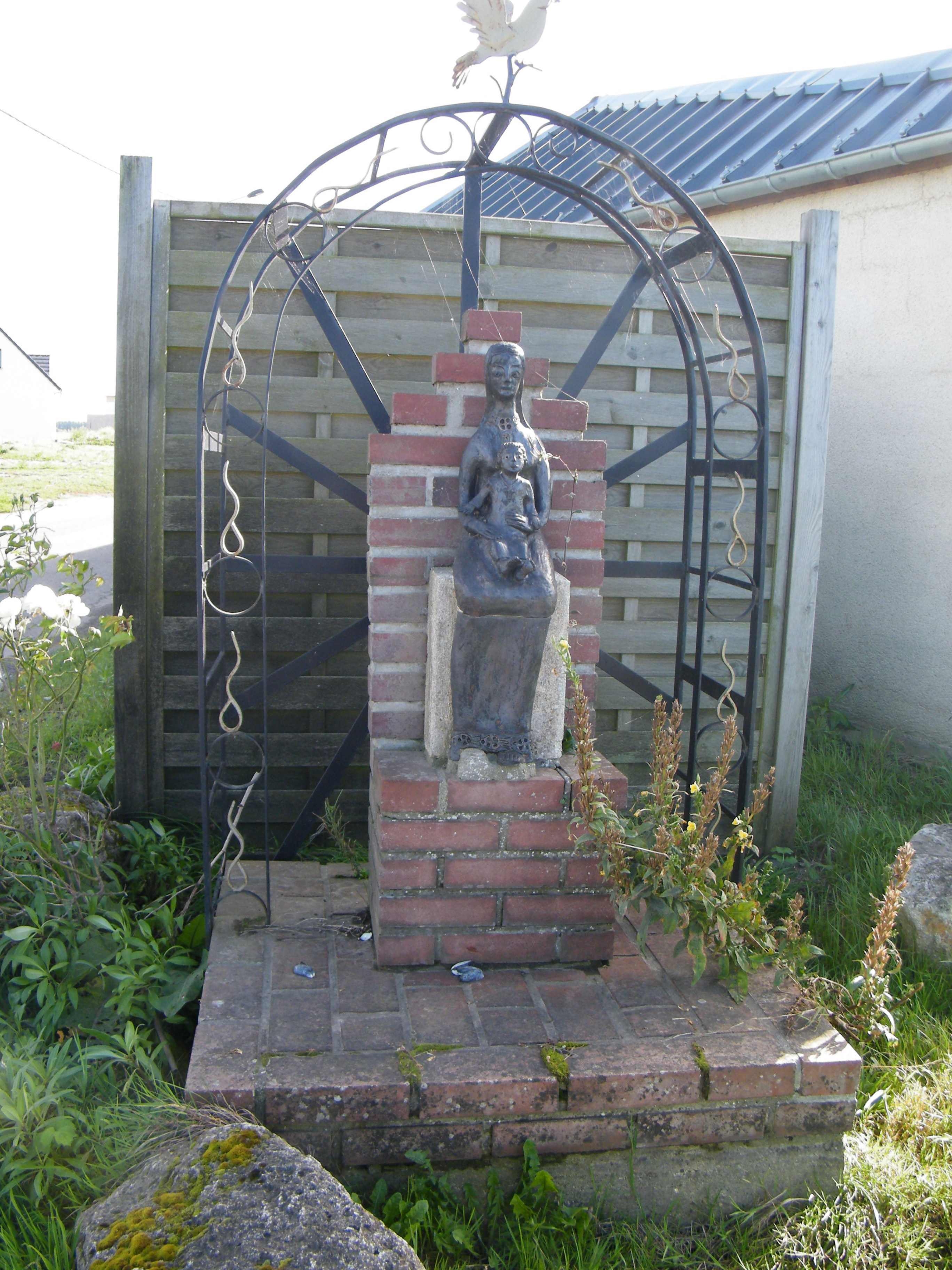
La Vierge Noire de Saint-Blimont.
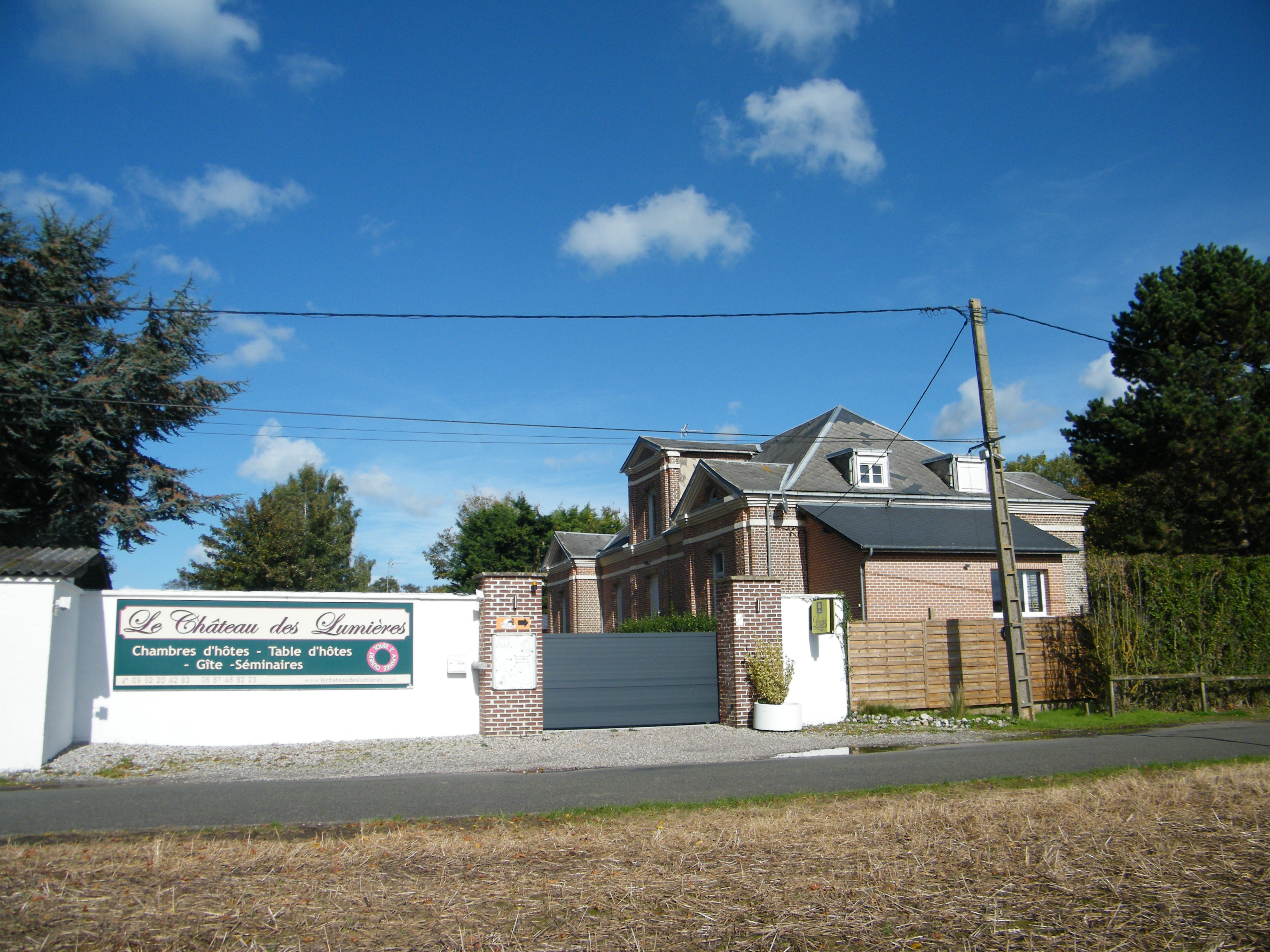
Château des Lumières.
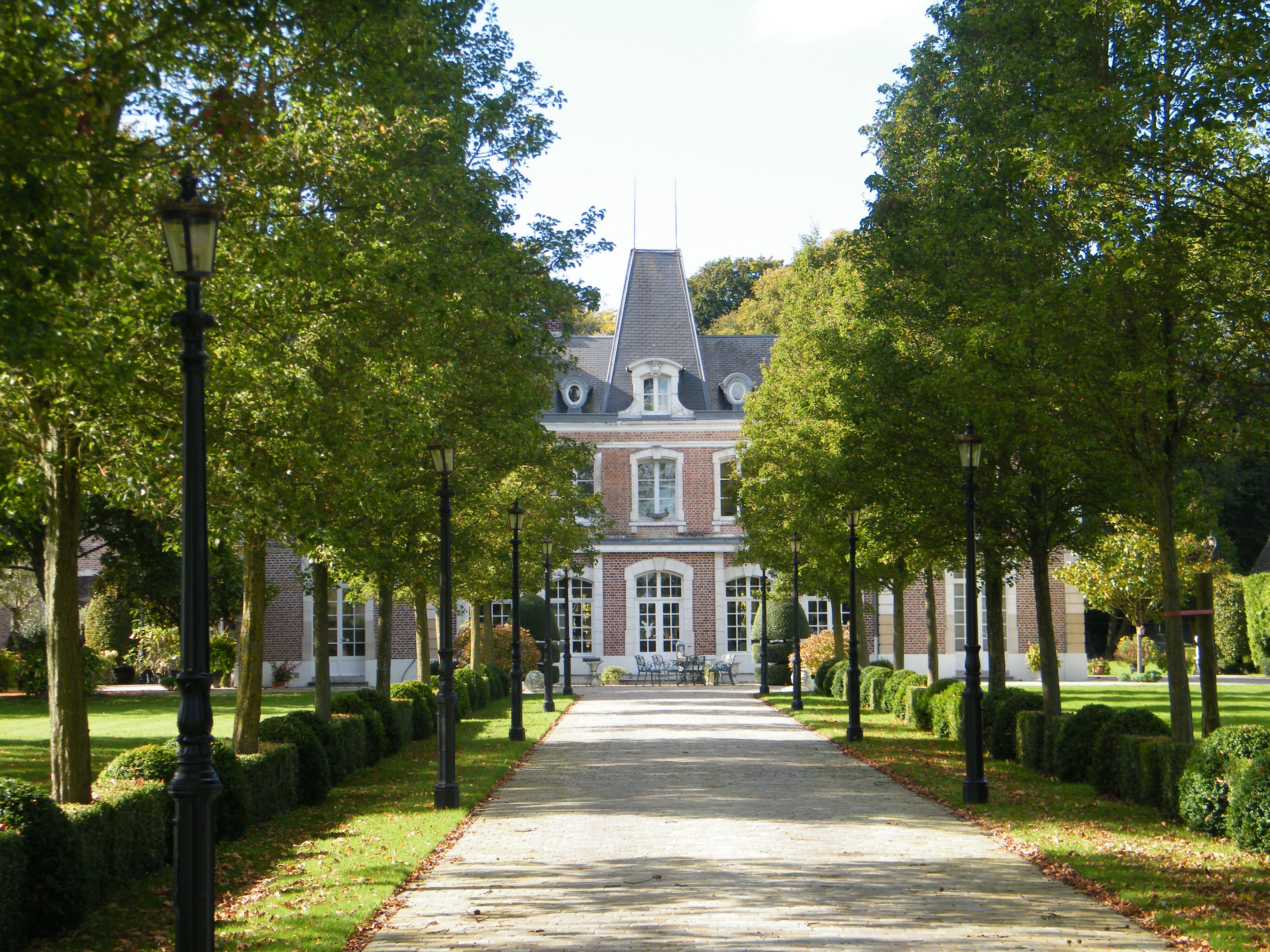
Château d'Élincourt.
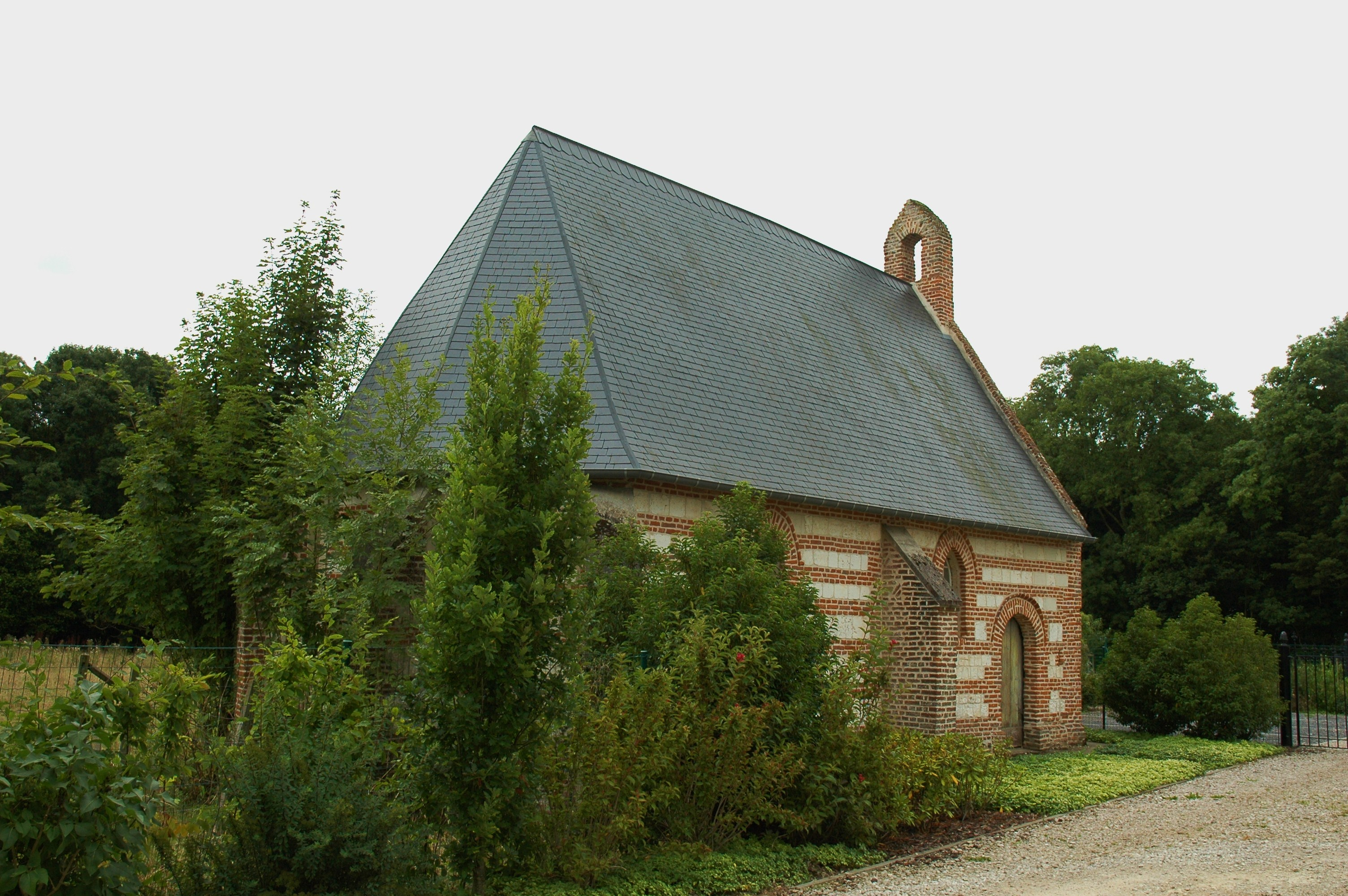
Chapelle d'Élincourt.

### Personnalités liées à la commune
- Blimond († 650), originaire des bords de la rivière Isara (probablement l'Oise), deuxième higoumène (abbé) du monastère de Saint-Valery-sur-Somme en Picardie[51]; saint chrétien fêté le 3 janvier[52].
- Rémi Dimpre (1866-1939), professeur de philosophie, a écrit l'Histoire de Saint-Blimont et des villages alentour, est né à Saint-Blimont[a 2].
- Jérémy Stravius, nageur.
- Louis François de Julliac de Manelle, colonel d'artillerie sous le Premier Empire, né en 1776 à Saint-Blimond, décédé en 1805 à Vérone (Italie), des suites de ses blessures au combat de Caldiéro. Officier de la Légion d'honneur.
- Balthazar de Méalet de Fargues, capitaine major du régiment de Bellebrune, gouverneur de Hesdin, XVIIe siècle. Agissant pour le compte du roi d'Espagne, il fit déferler ses troupes sur le Vimeu et brûla Saint-Blimont en 1658 ou 1659. Condamné à mort par Mazarin, il fut pendu à Abbeville en 1663. La destruction de Saint-Blimont traumatisa longtemps le Vimeu et de là y resta l'expression coutumière en fin de repas : « Encore un dîner que les Espagnols n'auront pas »[53].

#### Féodalité, liste des seigneurs
Seigneurie de Saint-Blimond
Les seigneurs successifs, dont les noms sont parvenus jusqu'à aujourd'hui, furent :
- 1292 : Jean de Saint-Blimond, baron d'ordre, premier baron du comté du Boulonnais.
- 1320-1410 : nous ne connaissons qu'André Ier de Saint-Blimond.
- 1410 : Olivier de Saint-Blimond.
- 1462 : Jean de Saint-Blimond.
- 1484 : Robert de Saint-Blimond.
- 1517 : Simon de Saint-Blimond, noble homme, seigneur de Gouy et de Saint-Blimond.
- 1530 : messire François de Saint-Blimond, premier bard du pays du Boulonnais, seigneur, père et patron de Saint-Blimond et de Cahon-Gouy.
- 1600 : Charles de Saint-Blimond.
- 1640 : André II de Saint-Blimond, capitaine de chevau-léger.
- 1672 : André III de Saint-Blimond.

En 1682, la seigneurie de Saint-Blimond devient marquisat en l'honneur d'André III.
Marquisat de Saint-Blimond
- 1682 : René de Saint-Blimond, chevalier, seigneur de Saint-Blimond, de Pendé, de Sallenelle, nommé marquis par lettre patente de la même année.
- 1684 : André IV, marquis de Saint-Blimond.
- L'histoire cite ensuite sans date, Claude Blimond, chevalier, marquis de Pendé et de Saint-Blimond.
- 1750 : Jacques-Louis, chevalier, seigneur, patreon, marquis de Saint-Blimond, dernier du nom, mort le 16 février 1820 à l'âge de 89 ans. Il émigra en l'an VI, et fut appelé dans l'histoire, l'Émigré M. de Saint-Blimond.
- 1795 : Mme Marie-Louise-Agnès, marquise de Saint-Blimond, princesse de Berghes, fille unique de Jacques-Louis de Saint-Blimond, veuve de François-Désiré-Marc Ghislain, vicomte et prince de Berghes.

C'est à la Révolution française, que la terminaison du nom de Saint-Blimond fut modifiée pour se terminer par un t. La seigneurie et marquisat de Saint-Blimond prend fin après plusieurs siècles de règne sur la région et ses alentours.

### Héraldique
| Blason de Saint-Blimont | Blason  | De sable au sautoir engrêlé d'or.                |
| Blason de Saint-Blimont | Détails | Le statut officiel du blason reste à déterminer. |